# 撒迪厄斯·麦科特尔
撒迪厄斯·麦科特尔（英語：Thaddeus McCotter，1965年8月22日—）是一名美国政治家、广播电台主持人。

## 生平
他曾于2003年至2012年担任密歇根州第十一国会选区联邦众议员。2011年7月2日至2011年9月22日，他参加了2012年美国总统选举的竞选。在放弃参选总统后，他决定在自己所属国会选区竞选连任，但由于大部分支持者的请愿存在欺诈，他未能获得选区内共和党初选的入围资格。2012年7月6日，他辞去了自己的职务。
2014年1月，麦科特尔开始担任位于底特律的WDTK广播电台节目“Thaddeus McCotter's Freedom Asylum”的主持人，然而该节目于2014年6月停播。